# Fes-Meknès
Fes-Meknès (en amazic: Tamnaḍt n Fas Amknas ⵜⴰⵎⵏⴰⴹⵜ ⵏ ⴼⴰⵙ ⴰⵎⴽⵏⴰⵙ, en àrab: فاس مكناس) és una de les dotze noves regions en que s'ha organitzat el Marroc després de la reforma administrativa de 2015. La seva capital és Fes. En el seu territori inclou l'antiga regió de Fès-Boulemane amb la meitat nord de la de Meknès-Tafilalet, és a dir la prefectura de Meknès i les províncies d'El Hajeb, Ifrane i Midelt.

## Subdivisions
La regió comprèn les prefectures i províncies següents
- La prefectura de Fes ;
- La província de Boulemane ;
- La província de Sufruy ;
- La província de Moulay Yaâcoub
- La província de Taounate ;
- La província de Taza ;
- La prefectura de Meknès
- La província d'El Hajeb
- La província d'Ifrane